# Championnat de Malte de football 2024-2025
Navigation
Premier League 2023-2024 Premier League 2025-2026
La saison 2024-2025 de Premier League est la 116e édition du championnat de Malte de football. La saison débute le 16 août 2024 et s’achève le 10 mai 2025.

## Participants
Les deux promus de Challenge League sont le Melita FC et le St. Patrick FC.
| \| Balzan FC Birkirkara FC Floriana FC Gżira United Ħamrun Spartans Hibernians FC Marsaxlokk FC Melita FC Naxxar Lions Sliema Wanderers Zabbar FC \| Localisation des clubs engagés dans le championnat. |
| Balzan FC Birkirkara FC Floriana FC Gżira United Ħamrun Spartans Hibernians FC Marsaxlokk FC Melita FC Naxxar Lions Sliema Wanderers Zabbar FC                                                           |

| Club               | Dernière montée | Classement 2023-2024 | Entraîneur(s)      | Depuis | Stade                 | Capacité en PL | Nombre de saison(s) en PL |
| ------------------ | --------------- | -------------------- | ------------------ | ------ | --------------------- | -------------- | ------------------------- |
| Ħamrun Spartans    | 2016            | 1er                  | Alessandro Zinnari | 2024   | Stade Victor Tedesco  | 1 962          | 70                        |
| Floriana FC        | 1986            | 2e                   | Darren Abdilla     | 2024   | Independence Ground   | 3 000          | 79                        |
| Sliema Wanderers   | 2023            | 3e                   | Paul Zammit        | 2022   | Ta' Qali Stadium      | 18 000         | 78                        |
| Marsaxlokk FC      | 2022            | 4e                   | Vicenzo Potenza    | 2024   | Marsaxlokk Ground     | 1 000          | 12                        |
| Birkirkara FC      | 1990            | 5e                   | Stefano De Angelis | 2024   | Infetti Ground        | 2 500          | 59                        |
| Naxxar Lions       | 2023            | 6e                   | George Vella       | 2024   | Ta' Qali Stadium      | 18 000         | 20                        |
| Hibernians FC      | 1945            | 7e                   | Branko Nisevic     | 2023   | Hibernians Ground     | 2 969          | 80                        |
| Balzan FC          | 2011            | 8e                   | David Rogers       | 2024   | Ta' Qali Stadium      | 18 000         | 13                        |
| Gżira United       | 2016            | 9e                   | Giovanni Tedesco   | 2024   | Ta' Qali Stadium      | 18 000         | 17                        |
| Mosta FC           | 2016            | 10e                  | Joe Grech          | 2021   | Charles Abela Stadium | 700            | 18                        |
| Melita FC          | 2024            | 1er                  | Clive Mizzi        | 2023   | Ta' Qali Stadium      | 18 000         | 10                        |
| Zabbar St. Patrick | 2024            | 2e                   | Fausto Craighero   | 2021   | Ta' Qali Stadium      | 18 000         | 10                        |

## Compétition

### Format
Le format est bouleversé par rapport aux saisons précédentes. 12 équipes (2 de moins que la saison précédente) participent au championnat. La saison est séparée en deux phases, une phase d'ouverture et une phase de clôture, à l'image des championnats sud-américains.
Lors de la phase d'ouverture, chacune des douze équipes s'affronte une seule fois au sein d'une poule unique, pour un total de 11 matchs. Les six meilleurs et les six derniers sont ensuite séparés et s'affrontent chacune une fois dans leur poule de six.
La même opération se déroule pour la phase de clôture.
Pour le titre et les qualifications européennes :
- Si le vainqueur de la phase d'ouverture est le même que celui de la phase de clôture, il est déclaré champion et se qualifie pour la Ligue des champions de l'UEFA 2025-2026. Dans ce scénario, les deux équipes ayant terminé deuxième des phases d'ouverture et de clôture se qualigient pour la Ligue Conférence 2025-2026 ; si l'équipe deuxième est identique, un play-off se joue entre les troisièmes de chaque phase.
- Si un club A est vainqueur de la phase d'ouverture et 2e de la phase de clôture, et inversément pour un club B, une finale est jouée pour déterminer le champion, le 2e allant en Ligue Conférence, et un play-off entre les troisièmes est joué pour la dernière place en Ligue Conférence.
- Si quatre équipes différentes occupent les deux premières places de chaque phase, un final four sera disputé entre ces quatre équipes.
- Si trois équipes différentes occupent les deux premières places de chaque phase, un final four sera disputé entre ces trois équipes et le troisième ayant remporté le plus de points sur les deux phases.

Pour les relégations :
- Deux équipes sont reléguées
- Si les deux équipes de la zone de relégation (c'est-à-dire parmi les deux derniers) des deux phases sont identiques, elles sont automatiquement reléguées.
- Si une seule équipe est dans la zone de relégation sur les deux phases, elle est automatiquement reléguée, l'autre équipe reléguée est déterminée par un barrage entre les deux autres équipes ayant été dans une zone de relégation.
- Si 4 équipes différentes occupent les zones de relégation des deux phases, un Final Four est disputé entre ces quatre équipes[2].

### Phase d'ouverture

#### Classement saison régulière
| Rang | Équipe               | Pts | J  | G | N | P | Bp | Bc | Diff |
| ---- | -------------------- | --- | -- | - | - | - | -- | -- | ---- |
| 1    | Birkirkara FC        | 28  | 11 | 9 | 1 | 1 | 19 | 8  | +11  |
| 2    | Floriana FC          | 23  | 11 | 6 | 5 | 0 | 21 | 8  | +13  |
| 3    | Sliema Wanderers     | 22  | 11 | 6 | 4 | 1 | 15 | 5  | +10  |
| 4    | Hibernians FC        | 21  | 11 | 6 | 3 | 2 | 13 | 7  | +6   |
| 5    | Mosta FC             | 16  | 11 | 5 | 1 | 5 | 15 | 16 | -1   |
| 6    | Ħamrun Spartans T S  | 14  | 11 | 4 | 2 | 5 | 19 | 15 | +4   |
| 7    | Gzira United         | 14  | 11 | 4 | 2 | 5 | 15 | 15 | 0    |
| 8    | Melita FC P          | 12  | 11 | 3 | 3 | 5 | 16 | 19 | -3   |
| 9    | Marsaxlokk FC        | 12  | 11 | 3 | 3 | 5 | 13 | 16 | -3   |
| 10   | Balzan FC            | 9   | 11 | 2 | 3 | 6 | 11 | 19 | -8   |
| 11   | Naxxar Lions         | 7   | 11 | 1 | 4 | 6 | 7  | 21 | -14  |
| 12   | Zabbar St. Patrick P | 4   | 11 | 1 | 1 | 9 | 12 | 27 | -15  |

Qualifications
Premier League (Top 6)
- 1er à 6e
Premier League (Play-out)
- 7e à 11e

Abréviations

#### Classement seconde phase

##### Top 6
| Rang | Équipe           | Pts | J  | G  | N | P | Bp | Bc | Diff |
| ---- | ---------------- | --- | -- | -- | - | - | -- | -- | ---- |
| 1    | Floriana FC      | 35  | 16 | 10 | 5 | 1 | 27 | 10 | +17  |
| 2    | Birkirkara FC    | 32  | 16 | 10 | 2 | 4 | 22 | 14 | +8   |
| 3    | Sliema Wanderers | 30  | 16 | 8  | 6 | 2 | 23 | 10 | +13  |
| 4    | Hibernians FC    | 27  | 16 | 8  | 3 | 5 | 19 | 17 | +2   |
| 5    | Ħamrun Spartans  | 24  | 16 | 7  | 3 | 6 | 28 | 19 | +9   |
| 6    | Mosta FC         | 19  | 16 | 6  | 1 | 9 | 20 | 26 | -6   |

- 1er : vainqueur phase d’ouverture

##### Classement Play-Out
| Rang | Équipe               | Pts | J  | G | N | P  | Bp | Bc | Diff |
| ---- | -------------------- | --- | -- | - | - | -- | -- | -- | ---- |
| 7    | Gzira United         | 22  | 16 | 6 | 4 | 6  | 20 | 20 | 0    |
| 8    | Marsaxlokk FC        | 21  | 16 | 5 | 6 | 5  | 21 | 21 | 0    |
| 9    | Melita FC P          | 18  | 16 | 5 | 3 | 8  | 20 | 26 | -6   |
| 10   | Zabbar St. Patrick P | 14  | 16 | 4 | 2 | 10 | 21 | 32 | -11  |
| 11   | Balzan FC            | 12  | 16 | 3 | 3 | 10 | 16 | 27 | -11  |
| 12   | Naxxar Lions         | 12  | 16 | 2 | 6 | 8  | 14 | 28 | -14  |

- 11e et 12e : zone de relégation de la phase d’ouverture

### Phase de clôture

#### Classement saison régulière
| Rang | Équipe               | Pts | J  | G | N | P | Bp | Bc | Diff |
| ---- | -------------------- | --- | -- | - | - | - | -- | -- | ---- |
| 1    | Birkirkara FC        | 19  | 11 | 5 | 4 | 2 | 20 | 10 | +10  |
| 2    | Floriana FC          | 19  | 11 | 5 | 4 | 2 | 15 | 9  | +6   |
| 3    | Mosta FC             | 19  | 11 | 6 | 1 | 4 | 14 | 13 | +1   |
| 4    | Marsaxlokk FC        | 19  | 11 | 6 | 1 | 4 | 18 | 13 | +5   |
| 5    | Sliema Wanderers     | 19  | 11 | 6 | 0 | 5 | 18 | 13 | +5   |
| 6    | Ħamrun Spartans T S  | 17  | 11 | 5 | 2 | 4 | 15 | 8  | +7   |
| 7    | Hibernians FC        | 17  | 11 | 5 | 2 | 4 | 17 | 17 | 0    |
| 8    | Zabbar St. Patrick P | 14  | 11 | 4 | 2 | 5 | 15 | 12 | +3   |
| 9    | Gzira United         | 12  | 11 | 3 | 3 | 5 | 8  | 16 | -8   |
| 10   | Balzan FC            | 10  | 11 | 2 | 4 | 5 | 11 | 18 | -7   |
| 11   | Naxxar Lions         | 10  | 11 | 3 | 1 | 7 | 11 | 24 | -13  |
| 12   | Melita FC P          | 10  | 11 | 2 | 4 | 5 | 15 | 24 | -9   |

Qualifications
Premier League (Top 6)
- 1er à 6e
Premier League (Play-out)
- 7e à 11e

Abréviations

#### Classement seconde phase

##### Top 6
| Rang | Équipe           | Pts | J  | G | N | P | Bp | Bc | Diff |
| ---- | ---------------- | --- | -- | - | - | - | -- | -- | ---- |
| 1    | Sliema Wanderers | 28  | 16 | 9 | 1 | 6 | 27 | 17 | +10  |
| 2    | Ħamrun Spartans  | 28  | 16 | 8 | 4 | 4 | 20 | 9  | +11  |
| 3    | Floriana FC      | 27  | 16 | 7 | 6 | 3 | 21 | 13 | +8   |
| 4    | Marsaxlokk FC    | 26  | 16 | 8 | 2 | 6 | 26 | 18 | +8   |
| 5    | Birkirkara FC    | 24  | 16 | 6 | 6 | 4 | 23 | 14 | +9   |
| 6    | Mosta FC         | 19  | 16 | 6 | 1 | 9 | 15 | 27 | -12  |

- 1er : vainqueur phase de clôture

##### Classement Play-Out
| Rang | Équipe               | Pts | J  | G | N | P | Bp | Bc | Diff |
| ---- | -------------------- | --- | -- | - | - | - | -- | -- | ---- |
| 7    | Zabbar St. Patrick P | 22  | 16 | 6 | 4 | 6 | 24 | 18 | +6   |
| 8    | Hibernians FC C      | 22  | 16 | 6 | 4 | 6 | 24 | 23 | +1   |
| 9    | Naxxar Lions         | 20  | 16 | 6 | 2 | 8 | 17 | 27 | -10  |
| 10   | Gzira United         | 20  | 16 | 5 | 5 | 6 | 14 | 22 | -8   |
| 11   | Balzan FC            | 17  | 16 | 3 | 8 | 5 | 18 | 23 | -5   |
| 12   | Melita FC P          | 11  | 16 | 2 | 5 | 9 | 18 | 36 | -18  |

- C : deuxième tour de qualification de la Ligue Conférence 2025-2026
- 11e et 12e : zone de relégation de la phase de clôture

### Final four
Les deux premiers de chaque phase étant différents, un final four est joué.

#### Tableau
|  | Demi finales     | Demi finales     | Demi finales    | Demi finales    |                               |               | Finale      | Finale      | Finale      | Finale      |
|  |                  |                  |                 |                 |                               |               |             |             |             |             |
|  | 4 mai 2025       | 4 mai 2025       | 4 mai 2025      | 4 mai 2025      |                               |               | 10 mai 2025 | 10 mai 2025 | 10 mai 2025 | 10 mai 2025 |
|  | 1er Ouv.         | Sliema Wanderers | 0               | 0               |                               |               | 10 mai 2025 | 10 mai 2025 | 10 mai 2025 | 10 mai 2025 |
|  | 1er Ouv.         | Sliema Wanderers | 0               | 0               |                               |               | 10 mai 2025 | 10 mai 2025 | 10 mai 2025 | 10 mai 2025 |
|  | 2e Clo           | Birkirkara FC    | 1               | 1               |                               |               | 10 mai 2025 | 10 mai 2025 | 10 mai 2025 | 10 mai 2025 |
|  | 2e Clo           | Birkirkara FC    | 1               | 1               | Birkirkara FC                 | Birkirkara FC | 0           | 0           |             |             |
|  | 5 mai 2025       |                  |                 |                 | Birkirkara FC                 | Birkirkara FC | 0           | 0           |             |             |
|  |                  |                  | Ħamrun Spartans | Ħamrun Spartans | 1                             | 1             |             |             |             |             |
|  | 1er Clo.         | Floriana FC      | Ħamrun Spartans | Ħamrun Spartans | 1                             | 1             | 0 ap (2)    | 0 ap (2)    |             |             |
|  | 1er Clo.         | Floriana FC      |                 |                 |                               |               |             | 0 ap (2)    |             |             |
|  | 2e Ouv.          | Ħamrun Spartans  | 0 (4)tab        | 0 (4)tab        |                               |               |             |             |             |             |
|  | 2e Ouv.          | Ħamrun Spartans  | 0 (4)tab        | 0 (4)tab        | Match pour la troisième place |               |             |             |             |             |
|  |                  |                  |                 |                 |                               |               |             |             |             |             |
|  | 9 mai 2025       |                  |                 |                 |                               |               |             |             |             |             |
|  | Sliema Wanderers | Sliema Wanderers | 0               | 0               |                               |               |             |             |             |             |
|  | Sliema Wanderers | Sliema Wanderers | 0               | 0               |                               |               |             |             |             |             |
|  | Floriana FC      | Floriana FC      | 4               | 4               |                               |               |             |             |             |             |
|  | Floriana FC      | Floriana FC      | 4               | 4               |                               |               |             |             |             |             |

Légende des couleurs
- Champion et premier tour de qualification de la Ligue des champions 2025-2026
- Premier tour de qualification de la Ligue Conférence 2025-2026

### Barrage de relégation
À la fin de la saison, le Balzan FC est relégué, ayant été dans la zone de relégation lors des deux phases. Les deux autres équipes, les Naxxar Lions et le Melita FC, s'affrontent en barrage pour décider du 2e relégué.  Le barrage se déroule le 9 mai 2025.
| Équipe 1     | Résultat | Équipe 2  |
| ------------ | -------- | --------- |
| Naxxar Lions | 0 - 1    | Melita FC |

Légende des couleurs
- Le club se maintient en première division.
- Relégation en deuxième division.

## Parcours en coupes d’Europe
| Ħamrun Spartans  | Ligue des champions | Premier tour de qualification  | Lincoln Red Imps |
| Sliema Wanderers | Ligue Conférence    | Deuxième tour de qualification | FC Noah          |
| Floriana FC      | Ligue Conférence    | Deuxième tour de qualification | Vitória SC       |
| Marsaxlokk FC    | Ligue Conférence    | Premier tour de qualification  | Partizani Tirana |

## Bilan de la saison
| Championnat de Malte de football 2024-2025 |                             |
| Champion                                   | Ħamrun Spartans (11e titre) |
| Coupes et trophées                         |                             |
| Vainqueur de la Coupe de Malte 2024-2025   | Hibernians FC               |
| Vainqueur de la Supercoupe de Malte 2024   | Ħamrun Spartans             |
| Qualifications continentales               |                             |
| Ligue des champions de l'UEFA 2025-2026    | Ħamrun Spartans             |
| Ligue Conférence 2025-2026                 | Hibernians FC               |
| Ligue Conférence 2025-2026                 | Birkirkara FC               |
| Ligue Conférence 2025-2026                 | Floriana FC                 |
| Promotions et relégations                  |                             |
| Promus en Premier League                   | Valletta FC                 |
| Promus en Premier League                   | Tarxien Rainbows            |
| Relégués en Challenge League               | Naxxar Lions                |
| Relégués en Challenge League               | Balzan FC                   |